# Simiëgan
Il Simiëgan (in russo Симиёган?) è un fiume della Russia siberiana occidentale, affluente di destra del Nadym. Scorre nel Nadymskij rajon del Circondario autonomo Jamalo-Nenec.
Il fiume ha origine da un piccolo lago senza nome in una zona paludosa degli Uvali siberiani. Scorre con direzione mediamente settentrionale e sfocia nel Nadym a 400 km dalla foce. La sua lunghezza è di 166 km; il bacino è di 2 090 km².